# Siedziba przedsiębiorstwa
Siedziba przedsiębiorstwa – miejsce położenia przedsiębiorstwa wskazane w koncesji, zezwoleniu lub zaświadczeniu o wpisie do ewidencji działalności gospodarczej albo w rejestrze przedsiębiorców, a w razie niedopełnienia tych obowiązków albo gdy działalność jest wykonywana bez posiadania zorganizowanego zakładu – miejsce zamieszkania osoby fizycznej prowadzącej działalność gospodarczą. W przypadku spółek cywilnych osób fizycznych – siedzibę spółki, a jeśli nie można ustalić siedziby spółki – miejsce zamieszkania jednego ze wspólników.
Według Rozporządzenia Rady (UE) nr 282/2011 z dnia 15 marca 2011 r. miejscem siedziby działalności gospodarczej podatnika jest miejsce, w którym wykonywane są funkcje naczelnego zarządu przedsiębiorstwa.
Według Rozporządzenia Rady Ministrów z dnia 27 lipca 1999 r. za adres siedziby osoby prawnej oraz jednostki organizacyjnej niemającej osobowości prawnej przyjmuje się adres siedziby organu zarządzającego, a w przypadku osoby fizycznej prowadzącej działalność gospodarczą – wskazany przez osobę adres prowadzenia działalności gospodarczej, a w razie braku możliwości takiego wskazania – miejsce zamieszkania na terytorium Rzeczypospolitej Polskiej.